# UE Santa Coloma
UE Santa Coloma är en fotbollsklubb i Santa Coloma d'Andorra i Andorra, grundad 1986. Klubben spelar i Andorras högsta division Primera Divisió.
UE Santa Coloma vann den andorranska ligan för första gången säsongen 2023/2024.

## Meriter
- Primera Divisió: 1
2023/24
- Copa Constitució: 2 
2013, 2016, 2017
- Supercopa de Andorra: 1
2016

## Färger
UE Santa Coloma spelar i svarta och gula trikåer, bortastället är gult.
| UE Santa Coloma | UE Santa Coloma |

### Trikåer
| ? | 2013–2014 h | 2014–2016 h |

## Placering tidigare säsonger
| Säsong  | Nivå | Liga            | Placering | Referens | Notering |
| ------- | ---- | --------------- | --------- | -------- | -------- |
| 2013/14 | 1    | Primera Divisió | 2         | [ 1 ]    |          |
| 2014/15 | 1    | Primera Divisió | 3         | [ 2 ]    |          |
| 2015/16 | 1    | Primera Divisió | 4         | [ 3 ]    |          |
| 2016/17 | 1    | Primera Divisió | 3         | [ 4 ]    |          |
| 2017/18 | 1    | Primera Divisió | 5         | [ 5 ]    |          |
| 2018/19 | 1    | Primera Divisió | 6         | [ 6 ]    |          |
| 2019/20 | 1    | Primera Divisió | 5         | [ 7 ]    |          |
| 2020/21 | 1    | Primera Divisió | 5         | [ 8 ]    |          |
| 2021/22 | 1    | Primera Divisió | 2         | [ 9 ]    |          |
| 2022/23 | 1    | Primera Divisió | 4         | [ 10 ]   |          |
| 2023/24 | 1    | Primera Divisió | 1         | [ 11 ]   |          |